# Karl Lorenz Kunz
Karl Lorenz Kunz (* 23. November 1905 in Augsburg; † 22. Mai 1971 in Frankfurt am Main) war ein deutscher Maler, der in der Nachkriegsmoderne als Surrealist malte.

## Leben und Werk
Karl Lorenz Kunz wurde in Augsburg als Sohn des Schreiners Lorenz Kunz geboren. Im zweiten und ritten Lebensjahr war er vorübergehend blind. Fünf Jahre seiner Schulzeit von 1916 bis 1921 verbrachte er am Gymnasium bei St. Stephan in Augsburg.
Der Maler Gustav E. Schmidt aus Chemnitz gab ihm Unterricht und besuchte mit ihm die Münchner Kunstsammlungen. 1921 bewarb sich Kunz erfolglos an der Münchner Kunstakademie. Er bildete sich autodidaktisch weiter, ging als Externer zum Aktzeichnen in die Akademie und war Gast an der Kunstschule von Hans Hofmann in Schwabing. Kunz setzte sich mit der Moderne auseinander, vor allem mit Paul Cézanne und Kandinsky. Neben der Kunst war seine Leidenschaft das Klettern in den nahen Alpen und er ließ sich daraufhin sogar zum Bergführer ausbilden. Während seiner Jahre in München durchwanderte er dreimal Sizilien. Italien sollte neben Spanien, Südfrankreich und natürlich auch Paris sein Leben lang das bevorzugte Reiseziel bleiben.
1927 ging er nach Berlin, wo er künstlerisch Tritt fasste. Die wenigen erhaltenen Reproduktionen seiner Arbeiten aus dieser Zeit weisen schon auf die Motive seiner späteren Bilder hin, in denen die Versatzstücke seiner Umwelt, der Großstadt, des Scheunenviertels mit seinen Ganoven und Dirnen, in dem er wohnte, die antiken Bruchstücke seiner Italienreisen und die Figuren der Commedia dell’arte ihren Auftritt haben und ihn bis ans Lebensende begleiteten.
Hermann Sandkuhl, Maler und Organisator der „Juryfreien Kunstschau“ am Lehrter Bahnhof, holte ihn zu sich, um ihm bei der Organisation und dem Aufbau der Ausstellungen 1928 und 1929 behilflich zu sein. Das gab Kunz Einblick in das gesamte Spektrum der deutschen Moderne. Er selbst ist in beiden Ausstellungen mit mehreren Arbeiten vertreten. Die Titel der gezeigten Bilder sind u. a. Harlekine, Masken mit Krug, Küchenstilleben, Portrait einer Dame.
Erwin Hahs, Leiter der Malklasse an der Kunstschule Burg Giebichenstein in Halle an der Saale, holte Kunz 1930 zu sich als seinen Assistenten und Meisterschüler. Kunz wurde in den Schulbetrieb einbezogen und übernahm pädagogische Aufgaben. Er lernte die Historikerin Ilse Lack kennen, Assistentin des jüdischen Professors Friedrich Hertz an der Universität Halle. Sie heirateten im Herbst 1932. Im Februar 1933 wurden sie wegen „Judenbegünstigung“ zwei Monate von der Gestapo in Haft genommen: Sie hatten Hertz zur Flucht verholfen. Kunz wurde von der Kunstschule entlassen, von der Reichskulturkammer in Berlin als „entartet“ eingestuft und erhielt Malverbot.

### Nationalsozialismus

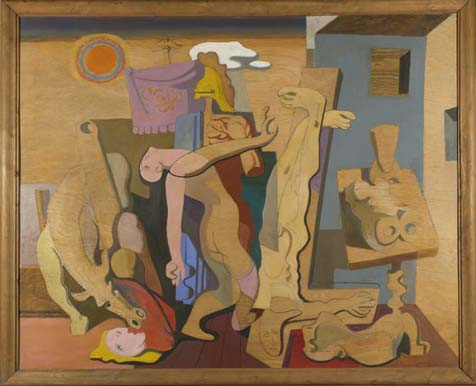
Krieg 1942

Im Augsburger Elternhaus, in das sich das Ehepaar zurückzog und wo es die Holzhandlung des Vaters übernahm, malte Kunz heimlich weiter große Tafelbilder auf Holz und Leinwand. Trotz der Abgeschlossenheit verlor er nie das Gefühl der Zusammengehörigkeit mit der internationalen Moderne. Mit großem Interesse besuchte er in München die Ausstellung „Entartete Kunst“. Es entstanden Bilder aus einer Synthese von Neuer Sachlichkeit, Art déco und surrealen Elementen, oft als eine Mischung von disparaten Gegenständen und Fragmenten in einer konstruktivistischen Ordnung. Kunz malte heitere Sujets, wie Sommertag 1939, Spaziergang 1941 oder die amüsante Circe von 1942, dann aber auch Deutschland Erwache und Krieg, beide 1942, eine Vorwegnahme des Grauens und der Zerstörung. Am Ende entstand das Bild Im Keller, auch Augsburger Bombennacht genannt, gemalt im April 1945, den Schrecken der Menschen im Luftschutzbunker darstellend. In der Bombennacht vom 25. auf den 26. Februar 1944 ging das Elternhaus in Flammen auf. Nur 30 Gemälde und fünf Holzplastiken und Holzreliefs überstanden den Angriff. Wegen eines Herzleidens wurde Karl Kunz nicht an die Front geschickt, sondern im heimischen Sicherheitsdienst zum Sanitäter ausgebildet. In provisorisch instandgesetzten Räumen begann er sofort wieder zu malen.

### Nachkriegszeit

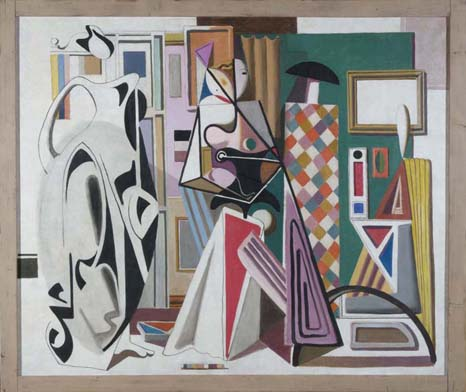
,Karneval, 1949

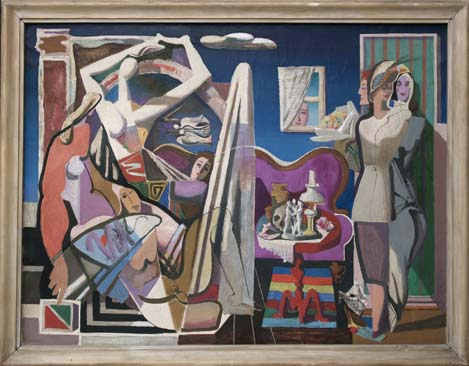
Die drei Grazien, 1950

Nach dem Krieg trat Kunz als ausgereifter Künstler auf. Deutlich sichtbar wurde dies in der Ausstellung Extreme Malerei im Februar 1947. Er schloss sich der Münchner „Neuen Gruppe“ an und schloss Freundschaft mit Willi Baumeister und Franz Roh. Bis zu seiner Berufung an die neu gegründete Staatliche Schule für Kunst und Handwerk (Saarbrücken), 1947, nahm er an zehn Ausstellungen teil, u. a. an der Allgemeinen Deutschen Kunstausstellung 1946 in Dresden. Als Lehrer entwickelte er seinen eigenen Malstil mit kraftvollen Kompositionen in starken Farben, einen Stil, den er auch auf Wandbildern, u. a. für die Universität Homburg/Saar, verwirklichen konnte. Er leitete zwei Meisterklassen in Malerei und zwei Klassen für Grundlehre. Daraus entstand die Wanderausstellung Junge Menschen lernen Malen, Lehrmethoden heutiger Bildgestaltung unter der Leitung von Karl Kunz.
1949 überraschend von der Kunstschule entlassen, ging Kunz zurück nach Augsburg. Der Galerist Günther Franke zeigt in der Villa Stuck in München die erste Einzelausstellung von ihm, die vom „Frankfurter Kunstkabinett“ von Hanna Bekker vom Rath in Frankfurt am Main übernommen wurde. Im Juni 1951 erhielt Kunz den 1. Domnick-Preis (vor Fritz Winter und Ruprecht Geiger), gestiftet von dem Psychologen Ottomar Domnick in Stuttgart. 1953 ehrte ihn die Heimatstadt Augsburg mit einer großen Retrospektive im Schaezlerpalais. Die Stadt kaufte sechs Gemälde.

### Weilburg und Frankfurt am Main
1953 zog die Familie nach Weilburg, wo Ilse Kunz eine Anstellung als Gymnasiallehrerin erhielt. Hier vollendete er die 61 Illustrationen zu Dantes Inferno. Das Zeichnen gewann in seinen Arbeiten nach Saarbrücken immer mehr an Bedeutung. Aktzeichnen betrieb Kunz mit großer Leidenschaft. 1949/50 entstanden die Illustrationen zum Neuen Testament, 18 Federzeichnungen (Hessisches Landesmuseum, Darmstadt), 1950 Phantasien und Groteske, 12 Federzeichnungen (Kunstinstitut Morat, Freiburg), Bleistiftzeichnungen und Aquarelle aus den Fabrikhallen der MAN in Augsburg, 1953. Die 61 Federzeichnungen zu Dantes Inferno, entstanden von 1951 bis 1956, erschienen 1965 im Lübbe-Verlag mit einer Einführung von Max Bense. Seine kalligraphische Zeichenlust fand auch Eingang in seine Ölgemälde. Viele der Zeichnungen wurden in stark farbige Bilder umgesetzt. Wie ein roter Faden zieht sich das Religiöse, die Leidensgeschichte Jesu, durch sein Werk (Kreuzigungs-Triptychon und Marien-Triptychon, 1951).
Auf der Surrealismus-Schau im deutschen Pavillon auf der Biennale in Venedig 1954, zusammengestellt von Eberhard Hanfstaengl, wurde Kunz mit vier Gemälden gezeigt, neben Klee und Schlemmer. Gustav René Hocke widmet Kunz ein gesondertes Kapitel in seiner Malerei der Gegenwart – Der Neo-Manierismus von 1975. Max Bense nennt es den Manierismus der Surrealität. Dazu gesellt sich die Symbolwelt der Psychoanalyse, die Schlüsselzeichen der Erotik und Sexualität. Die in kraftvollen Farben ausgeführten Tafelbilder sind zum Bersten gefüllt und scheinen oft den Raum zu sprengen. Sie sind keine leichte Kost und es bedarf der Mitarbeit des Betrachters, sie zu entschlüsseln. Durch das Beunruhigende scheint die Ironie, die entschlüsselten Chiffren geben keine plakativen Antworten, Innen und Außen vermischen sich, fallen übereinander her, ein geordnetes Chaos seiner Wachträume.
1957 mietete Kunz in Frankfurt am Main ein Atelier an der Merianstraße. Der Ulmer Sammler Kurt Deschler kaufte zeitweise jeden Monat ein Gemälde. Es entstand das Medea-Triptychon, das bis zu seinem Tod die große Wand im Atelier beherrschte und auch die großformatigen blasphemischen Schwarzen Messen, die er 1966 mit einer Einführung von Peter Gorsen einem geschlossenen Publikum im Frankfurter Karmeliterkloster vorführte. Auf vielen Reisen nach Paris und in den Süden Europas entstanden Mappen voller Bleistift- und Pastellzeichnungen, Material für seine Bilder.
Im Wintersemester 1959/60 gab er noch einmal Unterricht an der Saarbrücker Kunstschule. Der Gewinn dieser Monate sind neben vielen Aktzeichnungen vor allem die Studien von Fundstücken aus den Mode- und Bildhauerklassen, die bald danach in seinen Gemälden wieder auftauchen. Das ZDF zeigte 1966 in der Reihe Aspekte anlässlich seines 60. Geburtstags einen Bericht über ihn. Er war Mitglied der Neuen Darmstädter, der Pfälzischen und der Frankfurter Sezession. Einzelausstellungen zu seinen Lebzeiten zeigten 1959 die Kunsthalle Darmstadt, 1966 der Kunstverein Ulm und die Pfalzgalerie in Kaiserslautern. 1969 wurde er zu einem dreimonatigen Ehrenaufenthalt in die Villa Massimo nach Rom eingeladen. Dort begann er den erotischen Zyklus „Kammerspiele“, Bleistift- und Pastellzeichnungen, manchmal Collagen. Die überbordende Fülle weicht der weißen Fläche, der sparsamen Linie, ca. 130 Blätter entstehen. Der Zyklus blieb unvollendet.
In der Nacht zum 22. Mai 1971 starb Karl Kunz 65-jährig in Frankfurt an einem Herzleiden.

## Werke in Museen und Sammlungen

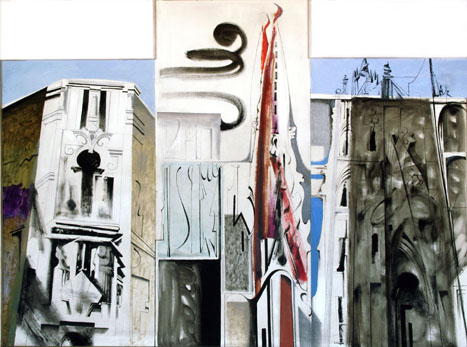
,Barcelona, 1963

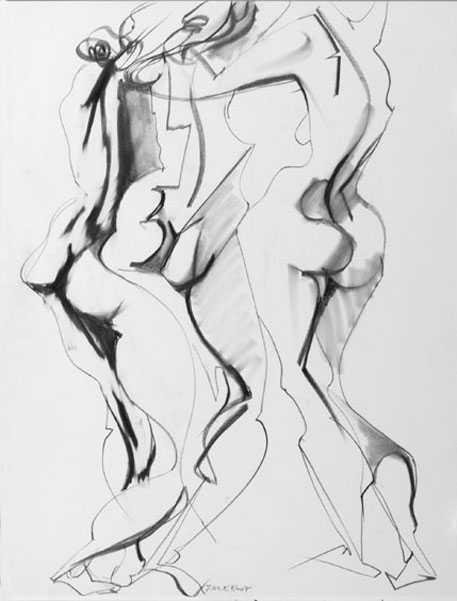
,Akt-Studie, 1962

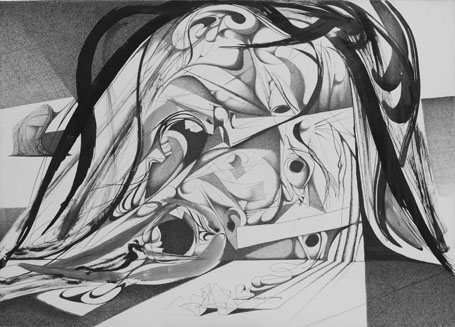
Inferno, Bl. 58, 33. Gesang, 1956

Werke des Künstlers befinden sich in der Neuen Nationalgalerie Berlin dem Museum Folkwang (Essen); dem Von der Heydt-Museum (Wuppertal); der Bayrischen Staatsgemäldesammlung (München); der Domnick-Stiftung (Nürtingen); in den Museen und Kunstsammlungen (Augsburg); im Morat-Institut für Kunst und Kunstwissenschaft (Freiburg im Breisgau); in der Sammlung der Deutschen Bank und dem Städel Museum (Frankfurt am Main); im Wilhelm-Hack-Museum (Ludwigshafen); im Oberhessischen Museum (Gießen); in den Sammlungen Kurt Deschler (Ulm) und Mike Niederauer (Heidelberg); im Saarland-Museum und der Sammlung Weber (Saarbrücken); im Hessischen Landesmuseum (Kassel und Darmstadt); den Städtischen Kunstsammlungen (Darmstadt); in der Pfalzgalerie (Kaiserslautern); im Museum Stiftung Moritzburg und dem Kunstforum in (Halle/Saale); dem Museum der bildenden Künste (Leipzig); dem Museum der Moderne, MdM (Salzburg) und dem Germanischen Nationalmuseum (Nürnberg). Werke von Karl Kunz befinden sich den Künstlernachlässen Saar im Laboratorium in Saarlouis.

## Werke
- „Der Prophet“ 1931, WV 11/ „Holzrelief“ 1932, WV 18/„Die Schwebenden“ 1934, WV 38/ „Jahrmarktparade“ 1938, WV 58/ „Deutschland erwache“ 1942, WV 69/ „Krieg“ 1942, WV 74.
- „Tänzerinnen“ 1946, WV 86/ „Familienbild“ 1948, WV 115/ „Karneval“ 1949, WV 127/ „Die drei Grazien“ 1950, WV 140/ „Kreuzigungs-Triptychon“ 1951, WV 147/ „In der Sommerfrische“ 1953, WV 159.
- „Aufbruch zum Fest“ 1954, WV 190/ „Die Heimgesuchten“ 1958, WV 278/ „Kartenspiel“ 1962, WV 381/ „Barcelona“ 1963, WV 425/ „Can-Can“ 1964, WV 458/ „Unruhe im Salon“ 1966, WV 511/ „Schwarze Messe“ 1967, WV 544.
- Aktzeichnungen bis 1969, 18 Illustrationen zum „Neuen Testament“ 1949/50, „Phantasien und Groteske“ 1950, Mappe „Bärenfleckhütte“ 1951,
- Mappe „MAN“ 1953, 61 Illustrationen zu „Dantes Inferno“ 1951 – 1956,
- „Kammerspiele“ 1968 – 1971.

## Einzelausstellungen
- 1950: Galerie Günther Franke, Villa Stuck, München
- 1950: Galerie Frankfurter Kunstkabinett, Frankfurt am Main
- 1953: Schaezlerpalais, Augsburg
- 1959: Kunstverein Darmstadt, Kunsthalle
- 1963: Hessischer Rundfunk, Frankfurt
- 1966: Kunstverein Ulm, Rathaus Ulm
- 1966: Karmeliterkloster, Frankfurt
- 1966: Pfalzgalerie, Kaiserslautern
- 1967: Galerie Wolfgang Ketterer, Villa Stuck, München
- 1967: Galerie Gmurzynska, Köln
- 1970: Galleria Stendhal, Mailand
- 1970: Villa Massimo, Rom
- 1971: Galerie Appel und Fertsch, Frankfurt am Main
- 1971: Kunstverein Augsburg, Holbeinhaus
- 1972: Klingspor-Museum, Offenbach am Main
- 1973: Pfalzgalerie, Kaiserslautern
- 1974: Kunsthalle Darmstadt
- 1975: Frankfurter Kunstverein, Steinernes Haus
- 1975: Galerie Rödel, Mannheim
- 1983: Zeughaus, Augsburg
- 1994: Galerie Ketterer Kunst, München
- 1995: Schaezler-Palais, Augsburg
- 1997: Hallescher Kunstverein, Halle/Saale
- 2005: Zeughaus und Theater Augsburg, Augsburg
- 2006: Kunstverein Dillingen, Dillingen/Saarland
- 2007: Saarländische Galerie, Palais am Festungsgraben, Berlin
- 2008: Kunstforum Halle, Halle/Saale
- 2009: Hochschule der Bildenden Künste Saar, Saarbrücken
- 2009: Otto-Galerie, München
- 2011: art-imaginär, Herrenhaus-Mußbach, Neustadt an der Weinstraße
- 2013: Kongress am Park, Augsburg
- 2014: Von der Heydt-Museum, Wuppertal
- 2014: Galerie Deschler, Berlin
- 2017: Kunsthaus Kaufbeuren, Kaufbeuren[8]

## Kataloge
- 2005: Theater Augsburg
- 2007: Saarländische Galerie Berlin
- 2008: Kunstforum Halle, Halle/Saale
- 2008: Kammerspiele
- 2009: Hochschule der Bildenden Künste Saar
- 2011: art-imaginär, Herrenhaus-Mußbach, Neustadt an der Weinstraße
- 2013: Kongress am Park, Augsburg
- 2014: Von der Heydt-Museum, Wuppertal
- 2017: Kunsthaus Kaufbeuren

## Auswahl der Beteiligungen an Gruppenausstellungen
- 1928 Juryfreie Kunstschau, Berlin
- 1929 Juryfreie Kunstschau, Berlin
- 1945 Maler der Gegenwart, Schaezlerpalais, Augsburg
- 1946 Augsburger Maler – Erste Übersicht, Augsburg
- 1946 Allgemeine Deutsche Kunstausstellung, Dresden
- 1947 Extreme Malerei, Augsburg/Stuttgart/Karlsruhe
- 1947 Bavarian Art of Today, Bayrisches Nationalmuseum, München
- 1948 Künstlerverband Neue Gruppe II, Galerie im Lenbachhaus, München
- 1949 2. Deutsche Kunstausstellung, Dresden
- 1950 Das Menschenbild in unserer Zeit, Neue Darmstädter Sezession, Darmstadt
- 1951 Domnick-Preis, Württembergische Staatsgalerie, Stuttgart
- 1951 Pfälzische Sezession, Speyer/Karlsruhe
- 1954 La Biennale di Venezia, Venedig
- 1957 Neue Darmstädter Sezession, Mathildenhöhe, Darmstadt
- 1961 Moderne Galerie, Saarland-Museum, Saarbrücken
- 1963 Saarländischer Künstlerbund, Saarbrücken
- 1963 Frühjahrs Salon, Goldener Saal, Augsburg
- 1963 Frankfurter Sezession, Steinernes Haus am Römer, Frankfurt/Main
- 1964 Deutscher Künstlerbund, Berlin
- 1964 1. Internationale der Zeichnung, Mathildenhöhe, Darmstadt
- 1965 Frankfurter Salon, Steinernes Haus am Römer, Frankfurt/Main
- 1967 Ars Phantastica, Schloss Stein, Nürnberg
- 1968 Menschenbilder, Kunsthalle Darmstadt
- 1969 35 Künstler in Frankfurt, Frankfurter Kunstverein
- 1969 Deutscher Künstlerbund, Herrenhausen, Hannover
- 1975 Neomanierismus, Westend Galerie, Frankfurt am Main
- 1977 Drei Jahrzehnte Neue Gruppe, Haus der Kunst, München
- 1980 Zwischen Krieg und Frieden, Steinernes Haus, Frankfurt am Main
- 1988 Stationen der Moderne, Walter-Gropius-Bau, Berlin
- 1993 Burg Giebichenstein, Staatliche Galerie Moritzburg, Halle/Saale
- 2005 Facette Figur, Kunsthalle Darmstadt
- 2015 Die Schwarzen Jahre, Geschichte einer Sammlung 1933-1945, Neue National-Galerie, Hamburger Bahnhof, Berlin
- 2016 Befreite Moderne – Kunst in Deutschland 1945-1949, Märkisches Museum, Witten